# 풍산중학교 (경기)
풍산중학교(楓山中學校)는 대한민국 경기도 고양시 일산동구 풍동에 있는 공립 중학교이다.

## 학교 연혁
- 2008년 1월 7일 : 풍산중학교 설립 인가(36학급)
- 2008년 3월 1일 : 초대 안창효 교장 취임
- 2008년 3월 3일 : 제1회 입학식(일반 8학급, 특수 1학급 322명)
- 2011년 2월 10일 : 제1회 졸업식(315명)
- 2021년 1월 13일 : 제11회 졸업식(183명, 연인원 2,838명)
- 2021년 3월 1일 : 제5대 신영준 교장 취임
- 2021년 3월 2일 : 제14회 입학식(164명)

## 참고 자료
- 풍산중학교 - 한국교육학술정보원 학교알리미